# Solenopsis mozabensis
Solenopsis mozabensis es una especie de hormiga del género Solenopsis, subfamilia Myrmicinae.

## Distribución
Esta especie se encuentra en Argelia.